# Европско првенство у атлетици у дворани 1975 — скок удаљ за жене
Такмичење у скоку удаљ у женској конкуренцији на 6.Европском првенству у атлетици у дворани 1975. одржано је 8. марта у Спортско-забавној дворани „Рондо” у Катовицама, (Пољска).
Титулу европске првакиње освојену на Европском првенству у дворани 1974. у Гетеборгу бранила је Мета Антенен из Швајцарске.

## Земље учеснице
Учествовало је 11 атлетичарки из 8 земаља.
1. Чехословачка (1)
2. Финска (1)
3. Грчка (1)
4. Пољска (1)
5. Румунија (2)
6. Совјетски Савез (2
7. Швајцарска (1)
8. Западна Немачка (2)

## Рекорди
| Рекорди пре почетка Европског првенства у дворани 1973.     | Рекорди пре почетка Европског првенства у дворани 1973. | Рекорди пре почетка Европског првенства у дворани 1973. | Рекорди пре почетка Европског првенства у дворани 1973. | Рекорди пре почетка Европског првенства у дворани 1973. | Рекорди пре почетка Европског првенства у дворани 1973. |
| ----------------------------------------------------------- | ------------------------------------------------------- | ------------------------------------------------------- | ------------------------------------------------------- | ------------------------------------------------------- | ------------------------------------------------------- |
| Светски рекорд                                              | Татјана Шчелканова                                      | СССР                                                    | 6,73                                                    | Дортмунд, Западна Немачка                               | 27. март 1966.                                          |
| Европски рекорд у дворани                                   | Татјана Шчелканова                                      | СССР                                                    | 6,73                                                    | Дортмунд, Западна Немачка                               | 27. март 1966.                                          |
| Рекорди европских првенстава у дворани                      | Мета Антенен                                            | Швајцарска                                              | 6,69                                                    | Гетеборг, Шведска                                       | 10. март 1974.                                          |
| Рекорди после завршеног Европског првенства у дворани 1975. |                                                         |                                                         |                                                         |                                                         |                                                         |
| Нових рекорда није било.                                    |                                                         |                                                         |                                                         |                                                         |                                                         |

## Освајачи медаља
|                           |                                 |                         |
| Дорина Катинеану Румунија | Лидија Алфејева Совјетски Савез | Мета Антенен Швајцарска |

## Резултати

### Финале
| Пласман | Атлетичарка       | Земља           | 1.   | 2.   | 3.   | 4.   | 5.   | 6.   | Резултат | Белешка |
| ------- | ----------------- | --------------- | ---- | ---- | ---- | ---- | ---- | ---- | -------- | ------- |
|         | Дорина Катинеану  | Румунија        | 6,24 | 6,26 | 6,28 | x    | 6,31 | 6,19 | 6,31'    |         |
|         | Лидија Алфејева   | Совјетски Савез | 6,11 | 6,26 | 6,27 | 6,13 | 6,29 | 6,27 | 6,29     |         |
|         | Мета Антенен      | Швајцарска      | x    | 6,03 | 6,16 | x    | 6,28 | 6,08 | 6,28     |         |
| 4.      | Јармила Нигринова | Чехословачка    | 6,14 | 6,26 | 6,05 | 6,21 | 6,15 |      | 6,26     |         |
| 5.      | Уте Хедике        | Западна Немачка | 6,12 | 6,14 | 6,20 | 6,23 | 6,20 | 6,25 | 6,25     |         |
| 6.      | Татјана Тимочова  | Совјетски Савез | 6,08 | 6,19 | 6,05 | 6,18 | 6,17 | 6,22 | 6,22     |         |
| 7.      | Дојна Спину       | Румунија        |      |      |      |      |      |      | 6,18     |         |
| 8.      | Марија Ламбру     | Грчка           |      |      |      |      |      |      | 6,03     |         |
| 9.      | Маргот Епингер    | Западна Немачка |      |      |      |      |      |      | 5,93     |         |
| 10.     | Тула Раутанен     | Финска          |      |      |      |      |      |      | 5,91     |         |
| 11.     | Марија Зуковска   | Пољска          |      |      |      |      |      |      | 5,91     |         |

## Укупни биланс медаља у скоку удаљ за жене после 6. Европског првенства у дворани 1970—1975.
|    | Земља           |   |   |   |    |
| -- | --------------- | - | - | - | -- |
| 1. | Западна Немачка | 2 | 2 | 0 | 4  |
| 2. | Румунија        | 2 | 0 | 2 | 4  |
| 3, | Швајцарска      | 1 | 1 | 1 | 3  |
| 4. | Бугарска        | 1 | 0 | 0 | 1  |
| 5. | Пољска          | 0 | 1 | 2 | 3  |
| 6. | Чехословачка    | 0 | 1 | 1 | 2  |
| 7. | Совјетски Савез | 0 | 1 | 0 | 1  |
|    | Укупно {7}      | 6 | 6 | 6 | 18 |

|    | Атлетичарка         | Земља           |   |   |   |   |
| -- | ------------------- | --------------- | - | - | - | - |
| 1, | Мета Антенен        | Швајцарска      | 1 | 1 | 1 | 3 |
| 2. | Хајде Розендал      | Западна Немачка | 1 | 1 | 0 | 2 |
| 3, | Виорика Вископољану | Румунија        | 1 | 0 | 1 | 2 |
| 4. | Јармила Нигринова   | Чехословачка    | 0 | 1 | 1 | 2 |
| 5. | Мирослава Сарна     | Пољска          | 0 | 0 | 2 | 2 |